# São José do Divino (Minas Gerais)
São José do Divino – miasto i gmina w Brazylii, w stanie Minas Gerais. Znajduje się w mikroregionie Governador Valadares.